# Kickboxer 2 - Vendetta per un angelo
Kickboxer 2 - Vendetta per un angelo (Kickboxer 2: The Road Back) è un film americano di arti marziali del 1991 diretto da Albert Pyun e scritto da David S. Goyer. È il primo sequel del film Kickboxer - Il nuovo guerriero del 1989.

## Trama
Un anno dopo gli eventi del primo film, è stato rivelato che i fratelli Kurt ed Eric Sloane sono stati uccisi da Tong Po in Thailandia. David Sloane, l'ultimo fratello sopravvissuto, fa di tutto per mantenere a galla la palestra di kickboxing di famiglia a Los Angeles, offrendo lezioni gratuite ai bambini locali e spesso mettendo in pratica una tecnica che chiama 'rock and the river', la quale gli permette di difendersi dagli attacchi mentre è bendato.
Purtroppo però la palestra  subisce grosse perdite economiche e quindi David, intenzionato a porre rimedio al problema, decide di entrare nell'ambito agonistico partecipando a svariati incontri di spessore.
Parallelamente il manager di Tong Po attua un piano che porterà il suo cliente a fronteggiare David in quello che è per entrambe le fazioni uno scontro per la vendetta.

## Sequel
Nel 1992 uscì Kickboxer 3 - Mani di pietra (Kickboxer 3: The Art of War).